# 希拉米艾哈迈德帕夏清真寺
希拉米艾哈迈德帕夏清真寺（土耳其語：Hırami Ahmet Paşa Mescidi）是土耳其伊斯坦布尔一座原东正教教堂改建的清真寺。这座小教堂原是君士坦丁堡36座供奉施洗的约安的教堂之一，是一个同名修道院的一部分。其全名为圆顶先驱者圣约安教堂（Hagios Ioannis ho Prodromos en tō Trullō）。它是君士坦丁堡现存最小的拜占庭教堂。
该建筑位于法蒂赫区的Çarşamba社区，这是城墙内最伊斯兰化的保守社区之一。它面临一个小广场，周围是新建筑，在万福圣母玛利亚教堂（Pammakaristos）以南不到400（1,300英尺）。 

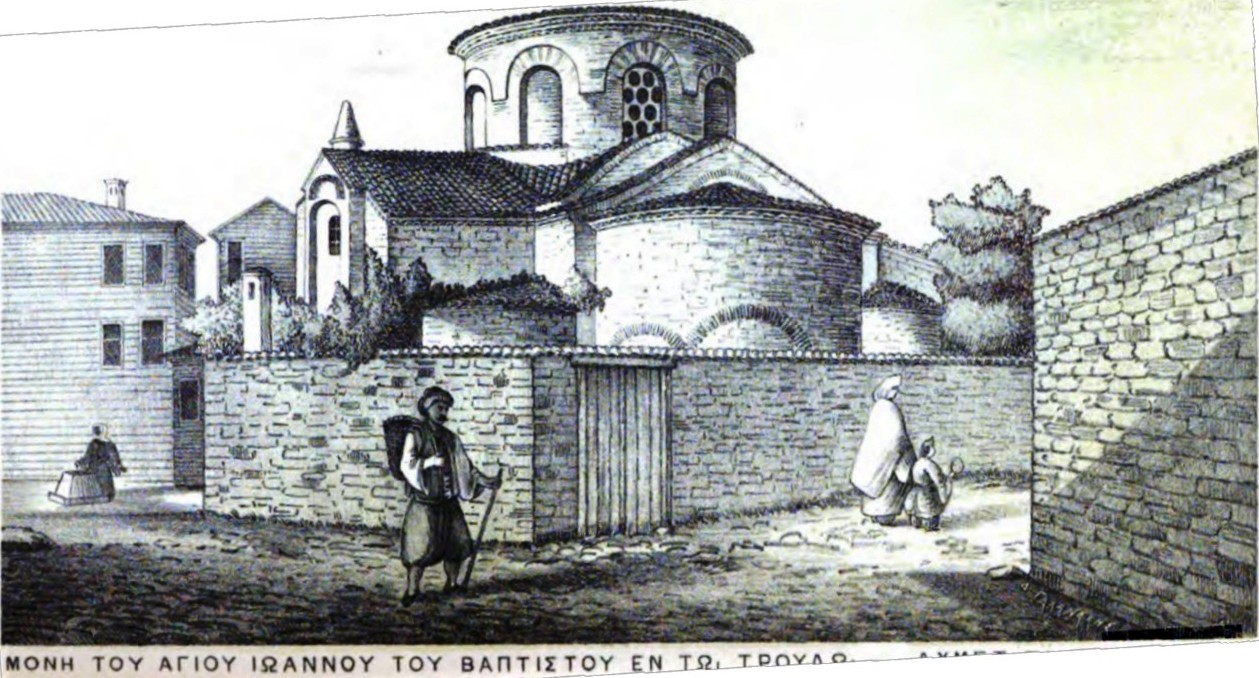

## 书目
- Alexander van Millingen. . London: MacMillan & Co. 1912.
- Ernest Mamboury. . Istanbul: Çituri Biraderler Basımevi. 1953.
- Raymond Janin. . Paris: Institut Français d'Études Byzantines. 1953 （法语）.